# Wyższa Szkoła Turystyki i Hotelarstwa w Łodzi

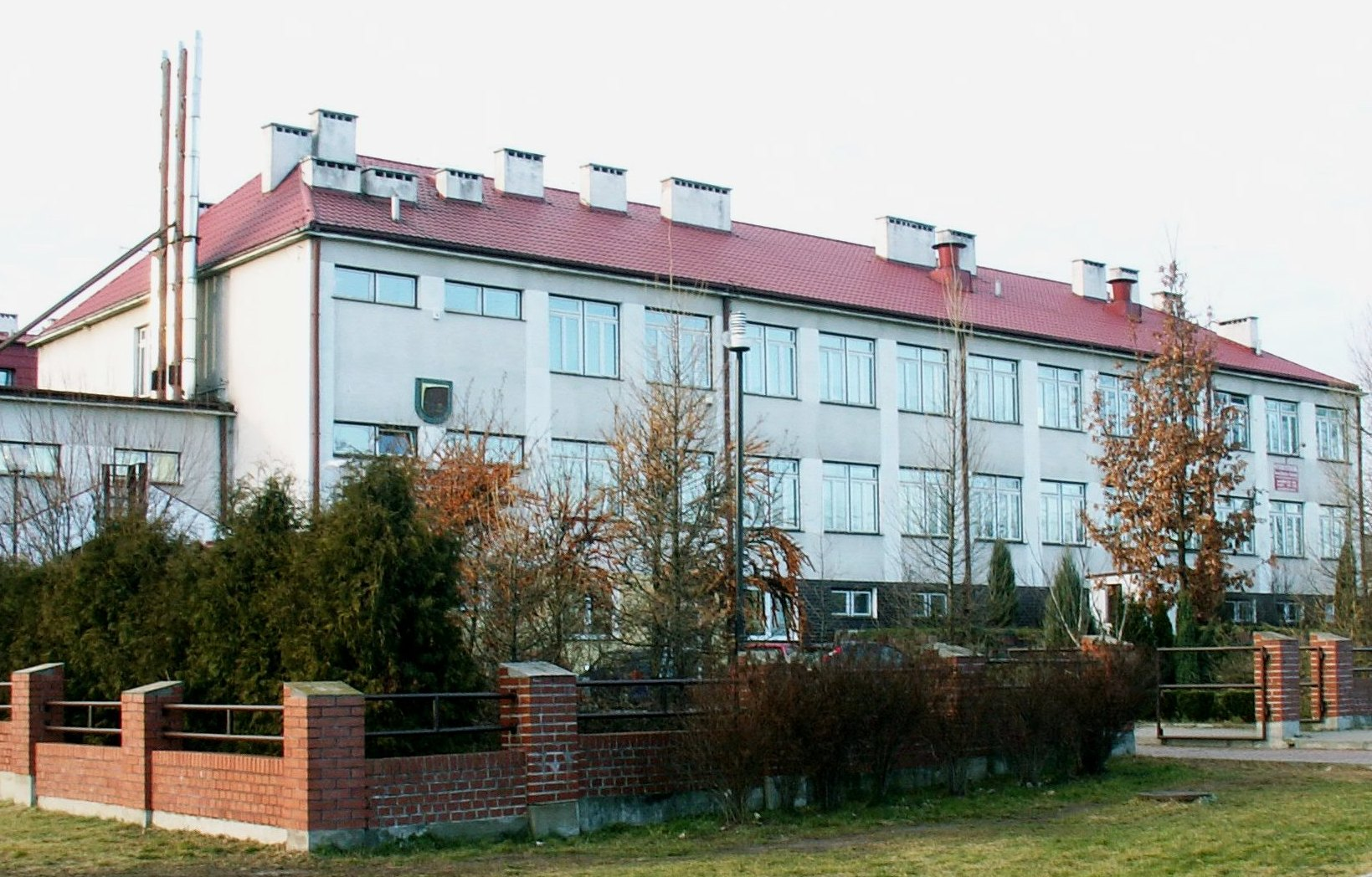
Siedziba Wydziału Zamiejscowego WSTH w Gostyninie przy ul. Polnej 36

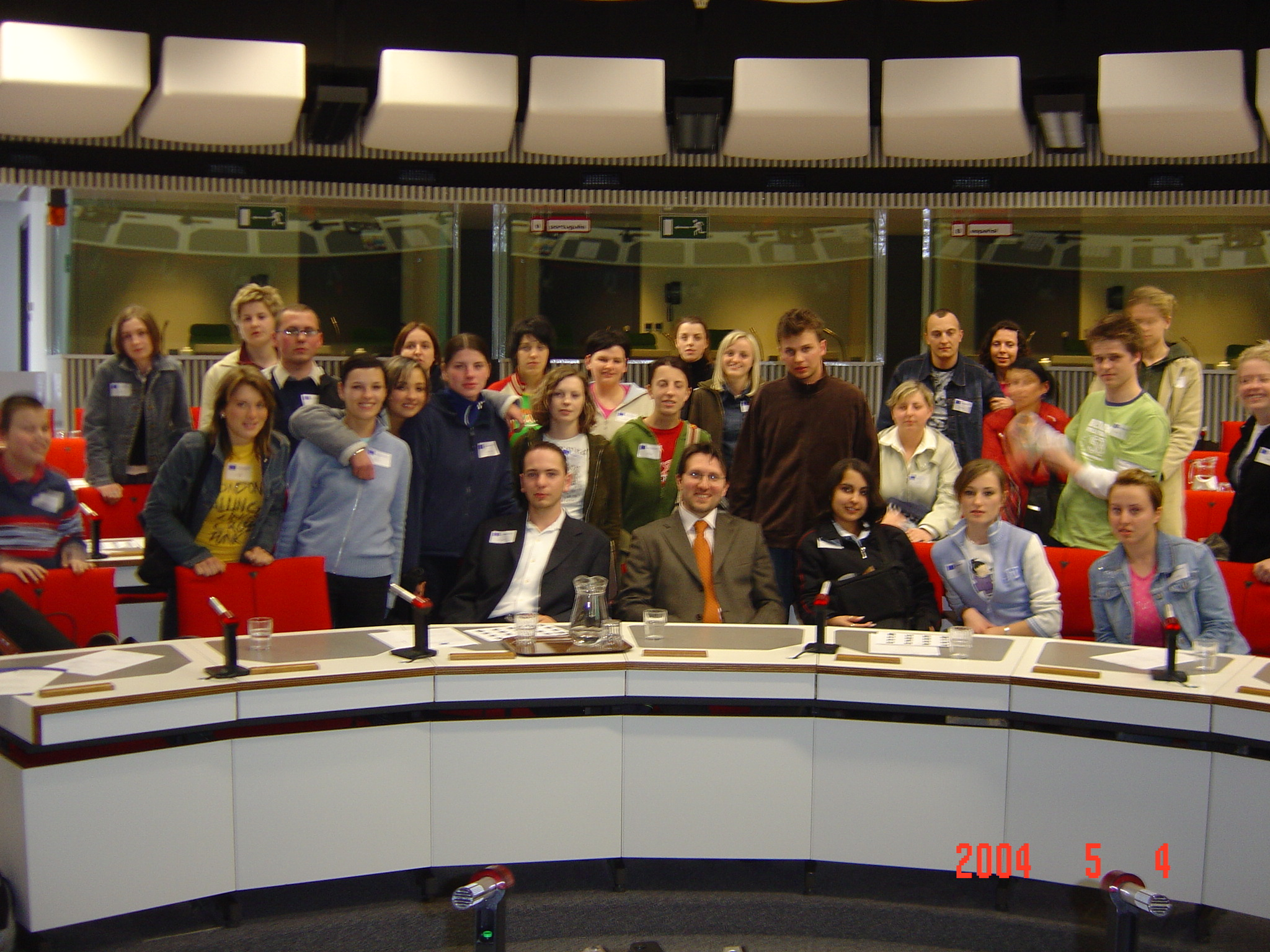
Studenci WSTH w Łodzi w Parlamencie Europejskim

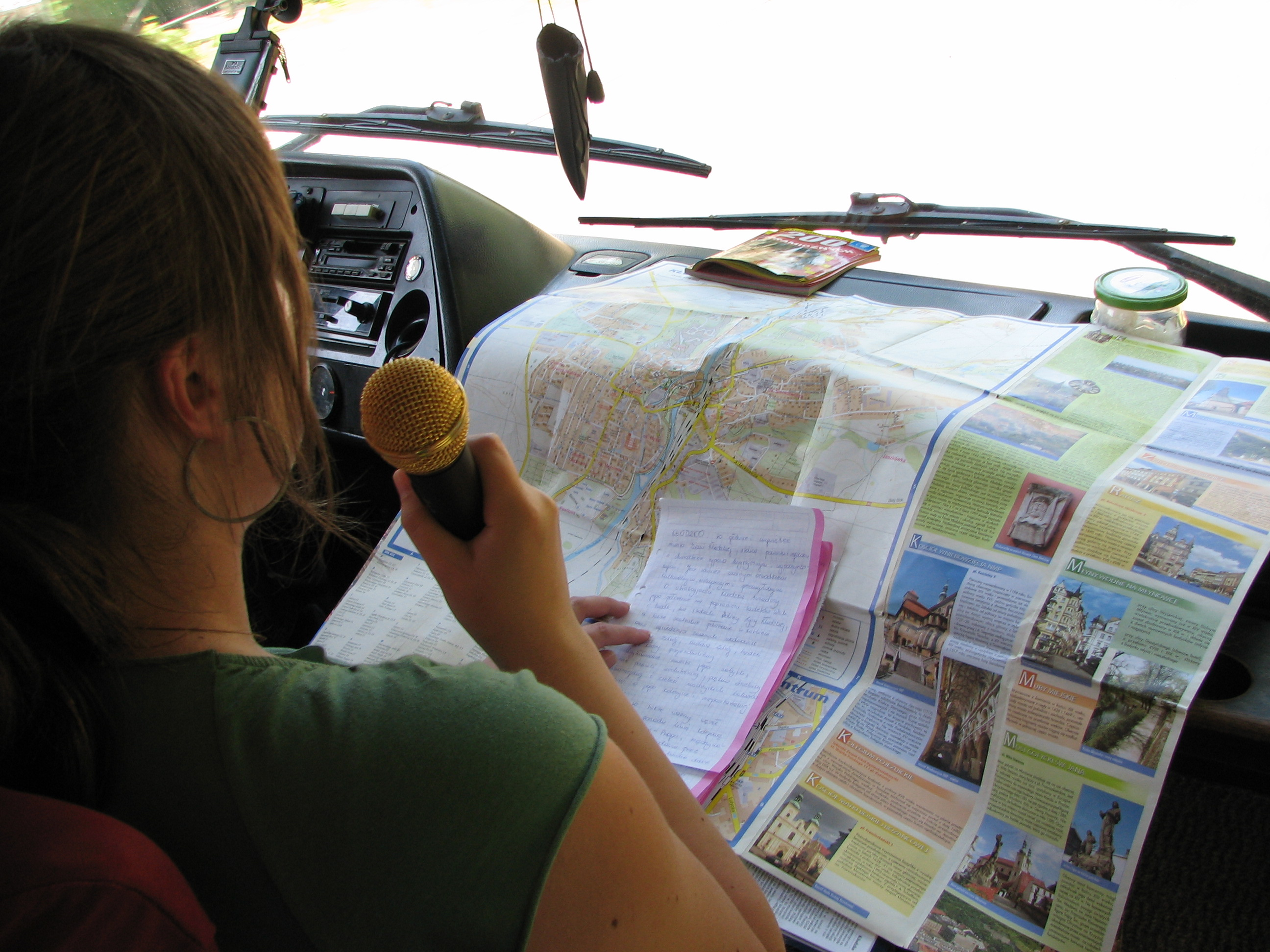
Studentka WSTH w Łodzi podczas ćwiczeń krajoznawczych „Polska północna”

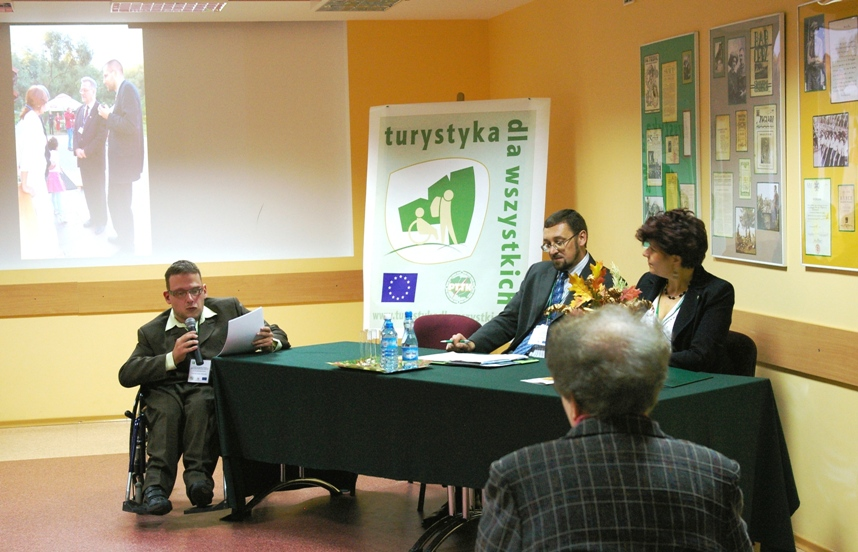
Konferencja „Rola krajoznawstwa i turystyki w życiu osób niepełnosprawnych” – 15–17 października 2008, Załęcze Wielkie

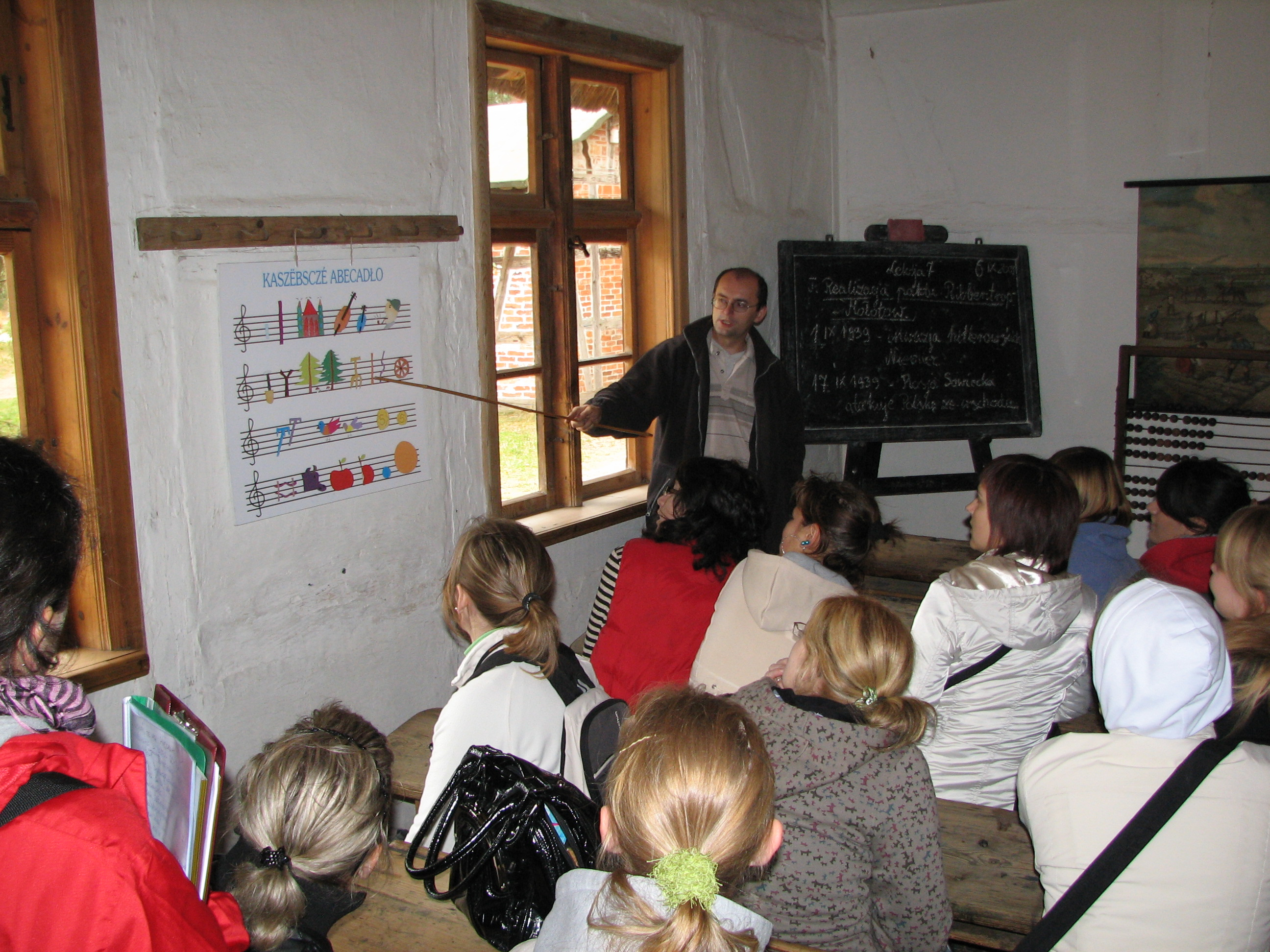
Studenci WSTH w Łodzi w szkole kaszubskiej w skansenie we Wdzydzach Kiszewskich – krajoznawcze ćwiczenia terenowe „Polska północna”

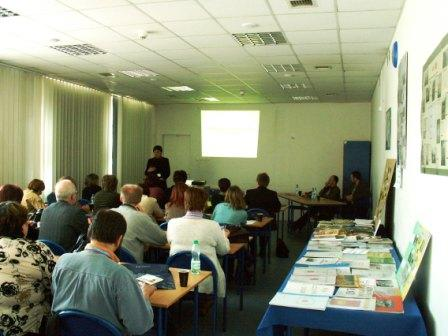
Seminarium dla nauczycieli ze szkół średnich regionu łódzkiego

Wyższa Szkoła Turystyki i Hotelarstwa w Łodzi – była uczelnia niepaństwowa działająca od 2000 roku. Prowadziła studia licencjackie (I stopnia) w systemach dziennym i zaocznym. Była wyspecjalizowaną, jednokierunkową szkołą kształcącą na kierunku turystyka i rekreacja, specjalizacje: turystyka, hotelarstwo, gastronomia, rekreacja. W 2007 roku uruchomiony został Wydział Zamiejscowy w Gostyninie. Decyzją Ministra Nauki i Szkolnictwa Wyższego z dnia 21 listopada 2012 roku włączona została do Szkoły Głównej Turystyki i Rekreacji w Warszawie.

## Działalność dydaktyczna
Podstawowym celem funkcjonowania WSTH było wykształcenie kadr na potrzeby szeroko rozumianego rynku usług turystycznych. Program studiów  obok tradycyjnych zajęć obejmował cykl praktyk zawodowych w przedsiębiorstwach branży turystycznej, hotelarskiej czy gastronomicznej. 
Ważną rolę odgrywały ponadto terenowe ćwiczenia krajoznawcze. Odbywane na każdym roku studiów wyjazdy treningowe rozpoczynały się od wycieczek po Łodzi i regionie łódzkim, aby następnie skierować się na północ lub południe Polski, a nawet za granicę. Celem praktyk było wykształcenie u studentów umiejętności przydatnych w pracy pilotów wycieczek i przewodników turystycznych. Dzięki temu po ukończeniu nauki w WSTH absolwenci uczelni mogli przystąpić do państwowego egzaminu dla kandydatów na przewodników turystycznych i pilotów wycieczek bez konieczności udziału w stosownych kursach.

## Działalność naukowo-wydawnicza
WSTH w Łodzi było organizatorem szeregu konferencji naukowych oraz seminariów. W latach 2002–04 odbyły się dwie konferencje poświęcone tematyce hotelarskiej. W 2006 roku zainaugurowany został cykl konferencji przygotowywanych razem z Regionalną Organizacją Turystyczną Województwa Łódzkiego. Noszą one wspólny tytuł „Kultura i turystyka” i co roku poświęcone są wybranym problemom współdziałania obu tych dziedzin („razem czy oddzielnie?”, „razem, ale jak?”, „wspólnie zyskać!”). Podsumowaniem udziału uczelni w projekcie DIADA oraz współpracy z Zarządem Głównym PTTK było seminarium podczas targów REHABILITACJA w Łodzi w 2008 roku oraz konferencja naukowa w Załęczu Wielkim pt. „Rola krajoznawstwa i turystyki w życiu osób niepełnosprawnych”. W listopadzie 2010 roku odbyła się również konferencja poświęcona zagadnieniom turystyki społecznej („Turystyka społeczna w województwie łódzkim”). 
Zarówno dorobek wspomnianych konferencji, jak i własne badania naukowe oraz doświadczenia dydaktyczne wykładowców uczelni, były podstawą działalności wydawniczej WSTH. Od 2002 co pół roku ukazywało się czasopismo naukowo-dydaktyczne „Turystyka i Hotelarstwo”, zawierające artykuły poświęcone tematyce turystycznej i hotelarskiej. Drugim obszarem działalności wydawniczej były pozycje książkowe: skrypty i podręczniki akademickie.
Doskonaleniu zawodowemu i zdobywaniu nowych kwalifikacji służył z kolei Pilotaż wycieczek, zbiór testów i pytań egzaminacyjnych. Warto też podkreślić, że pracownicy WSTH byli autorami pierwszego od ponad 30 lat przewodnika turystycznego po województwie łódzkim.

## Współpraca zagraniczna
W wyniku podpisanych umów WSTH w Łodzi stale współpracowała z Uniwersytetem Humanistycznym w Smoleńsku (Rosja) oraz Instytutem Handlowo-Ekonomicznym w Czerniowcach (Ukraina). Współpraca ta obejmowała m.in. wymianę grup studenckich i wykładowców, udział w konferencjach naukowych, publikację artykułów w uczelnianych czasopismach. Dodatkowo studenci byli także współorganizatorami pobytów gości zagranicznych (np. jako przewodnicy po Łodzi i regionie). Mniej formalne kontakty WSTH posiadała jeszcze z kilkoma innymi uczelniami, np. Uniwersytetem im. M. Romera w Wilnie (Litwa) czy Uniwersytetem w Preszowie (Słowacja).
Od 2006 roku datuje się współpraca WSTH z Fachhochschule w Thun (Szwajcaria). Jej efektem było utworzenie centrum egzaminacyjnego kompetencji językowych (jęz. angielski i niemiecki) dla branży turystycznej Accueil. Na podstawie przeprowadzanych w Łodzi egzaminów, ta szwajcarska szkoła wydaje certyfikaty honorowane w całej Unii Europejskiej.
WSTH w Łodzi była również partnerem wielu europejskich projektów branżowych. W latach 2006–08 uczelnia – obok 12 organizacji (instytucji pozarządowych, stowarzyszeń, ośrodków badawczych) z 8 krajów europejskich – brała udział w projekcie DIADA, dotyczącym turystyki osób niepełnosprawnych. W 2009 zaś uczestniczyła w „Polsko-norweskim partnerstwie na rzecz rozwoju edukacji ekologicznej osób dorosłych”.

## Pozostała działalność
WSTH w Łodzi nie ogranicza swej działalności jedynie do sfery dydaktyczno-naukowej. Jej pracownicy byli aktywni na wielu innych polach – starają się popularyzować naukę, promują Łódź i region łódzki, wspierają swą wiedzą szkolnictwo zawodowe i branżę turystyczną. Wśród najważniejszych tego typu przedsięwzięć należy wymienić m.in.:
- konkurs turystyczno-krajoznawczy „A to Polska właśnie…” – organizowany od 2002 roku dla maturzystów zainteresowanych studiami turystycznymi (nagrodami są m.in. indeksy WSTH i udział w praktykach studenckich),
- projekt „Klasy patronackie” – współpraca z kilkunastoma szkołami średnimi z regionu łódzkiego prowadzącymi klasy o profilach turystycznym, hotelarskim lub gastronomicznym (wykłady i prelekcje dla uczniów, pomoc w organizacji wycieczek szkolnych, warsztaty dydaktyczne dla nauczycieli),
- konkurs na najlepszą pracę dyplomową (magisterską i licencjacką) dotyczącą turystyki w regionie łódzkim (razem z ROT WŁ i UŁ),
- Łódzką Galerię Turystyczną „Korytarz” – seria wystaw o charakterze krajoznawczo-podróżniczym, np. „W kokonie jedwabnika – impresje z podróży do Chin”, „Region łódzki w obiektywie”, „Dzika Polska”, „Rowerem po Bornholmie”, „Patagonia i Ziemia Ognista”,
- Uniwersytet Trzeciego Wieku – wykłady i zajęcia praktyczne dla seniorów z zakresu turystyki, hotelarstwa, gastronomii i rekreacji, a także historii sztuki i informatyki, w sezonie również wycieczki krajoznawcze,
- Festiwal Nauki i Sztuki – od 2006 roku coroczne wykłady, warsztaty i imprezy popularyzujące najnowsze osiągnięcia nauki związane z branżą turystyczną,
- łódzkie targi turystyczne „Na styku kultur” – organizacja seminarium i paneli dyskusyjnych, prowadzenie badań wśród zwiedzających itp.[2]